# La Lanterne-et-les-Armonts
La Lanterne-et-les-Armonts település Franciaországban, Haute-Saône megyében. Lakosainak száma 196 fő (2022. január 1.). La Lanterne-et-les-Armonts La Voivre, Belmont, Écromagny, Les Fessey, Lantenot és Mélisey községekkel határos.

## Népesség
A település népességének változása:
| Lakosok száma | 196  | 205  | 215  | 215  | 218  | 220  | 221  | 206  | 196  |
|               | 2013 | 2015 | 2016 | 2017 | 2018 | 2019 | 2020 | 2021 | 2022 |